# Путевой домкрат

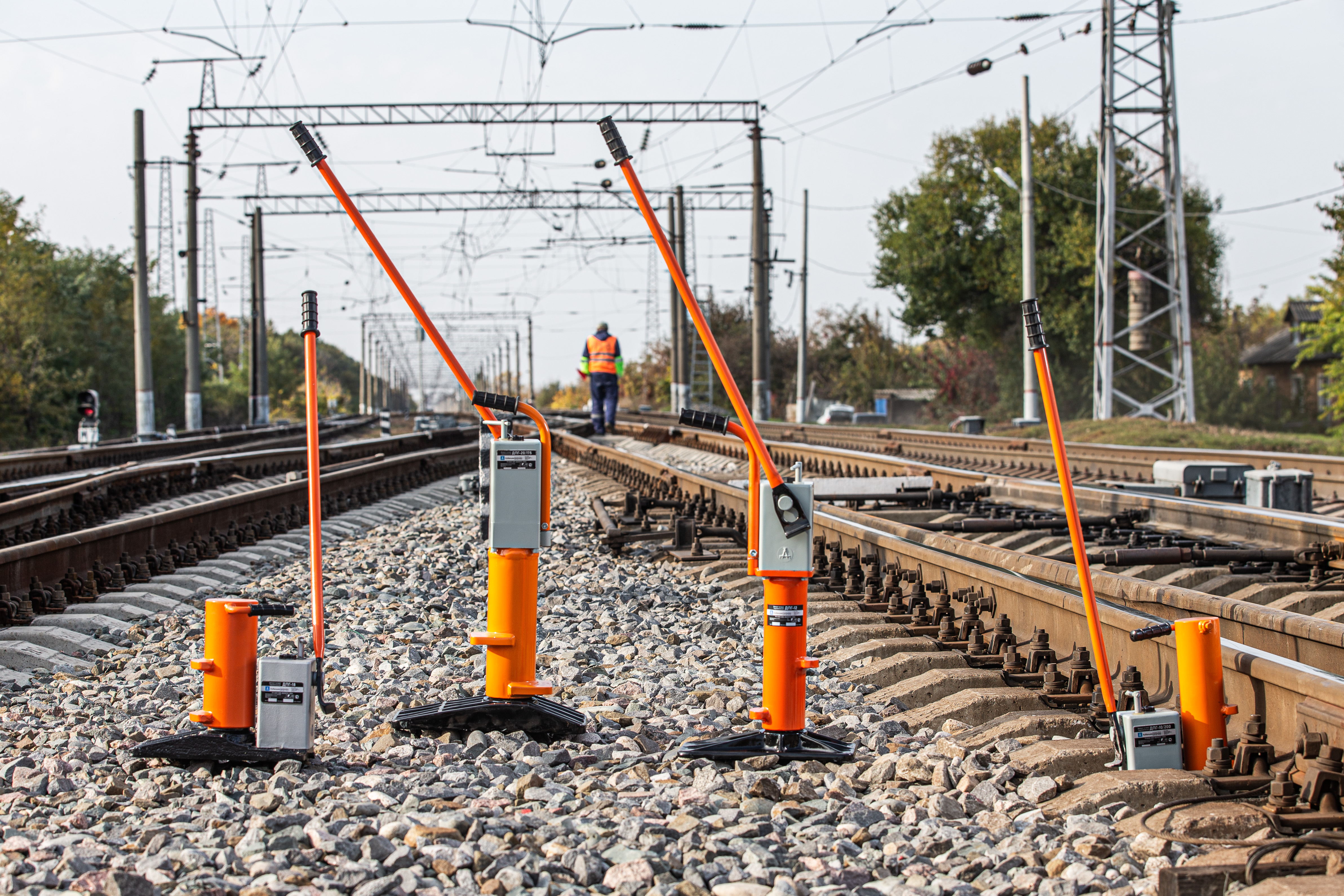
Путевые гидравлические домкраты, применяемые при работе на верхнем строении железнодорожного пути

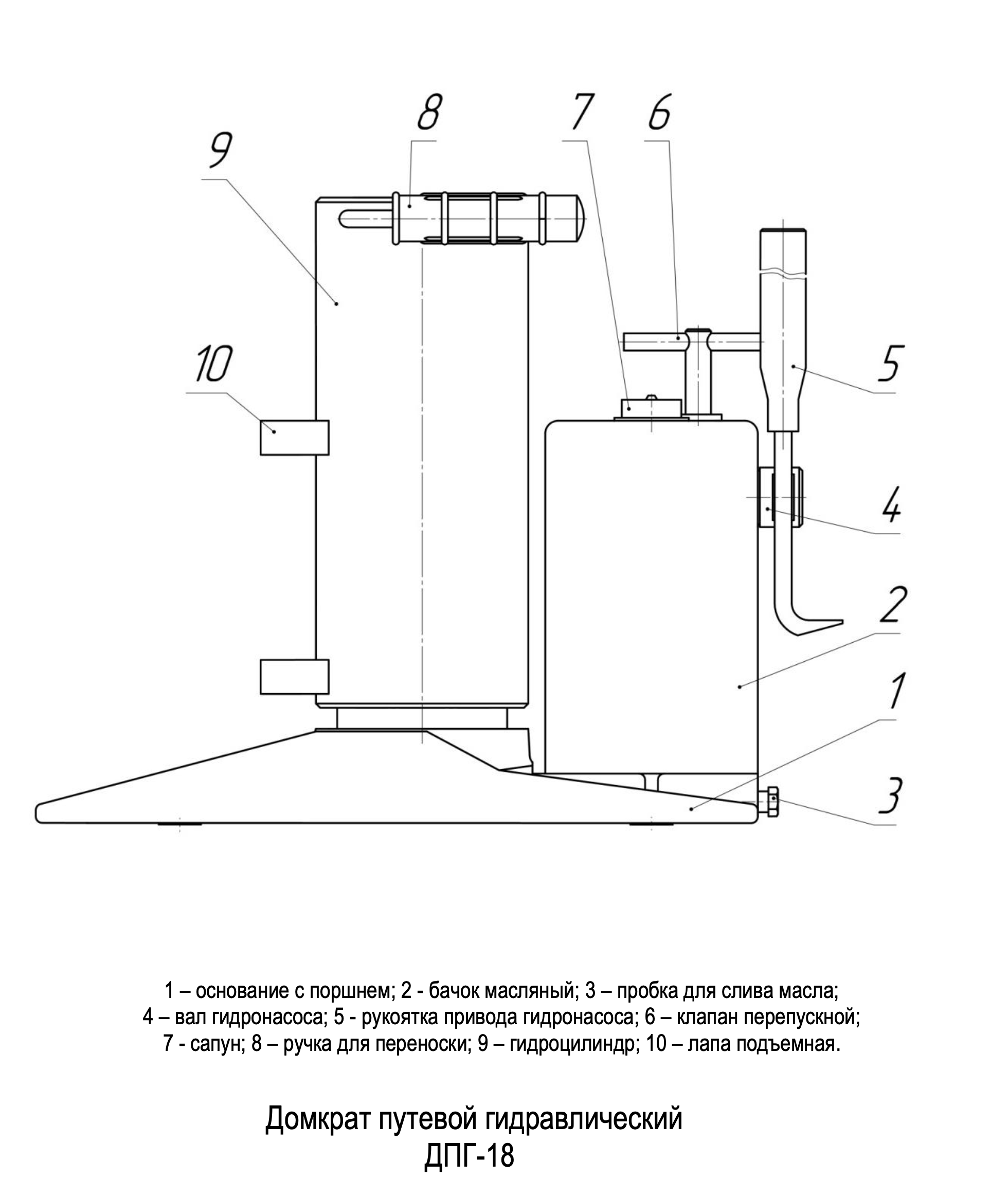
Схема путевого гидравлического домкрата ДПГ-18

Путевой домкрат — путевой инструмент для подъёма рельсо-шпальной решётки и её элементов. Применяется на железнодорожном транспорте при строительстве, ремонте и текущем содержании железнодорожного пути.

## Виды домкратов
Существуют следующие путевые домкраты:
- реечные
- винтовые
- гидравлические

Реечные и винтовые путевые домкраты имеют низкий КПД, небольшую грузоподъёмность и относительно большую массу, поэтому их вытеснили гидравлические путевые домкраты, массовое производство которых в СССР было начато в 1950-е годы.

## Домкрат путевой гидравлический. Конструкция и принцип действия
- ручным насосом
- всасывающим и нагнетательным клапанами
- гидроцилиндром с поршнем и штоком
- опорной и грузовой лапами
- платформой

Выпускаются гидравлические путевые домкраты, на штоке которых имеется упор для подошвы рельса. При работе насоса жидкость подаётся под поршень, шток с упором выдвигается, поднимая груз. Такие путевые домкраты имеют малый ход штока (до 200 мм) и, следовательно, небольшую высоту подъёма. Для них характерен быстрый износ манжет поршня из-за внецентрового приложения сил к штоку. Кроме того, в исходном положении они имеют относительно большую высоту, что затрудняет их установку на балласт под подошву рельса. Этих недостатков лишены путевые домкраты, у которых перемещается цилиндр с упором для рельса при неподвижном штоке, но они более тяжёлые. Грузоподъёмность гидравлических путевых домкратов может достигать 50 тонн, масса до 50 килограмм, но, в большинстве случаев, в виду отсутствия необходимости в такой грузоподъемности, на железной дороге применяются более легкие домкраты г/п до 20 тонн.

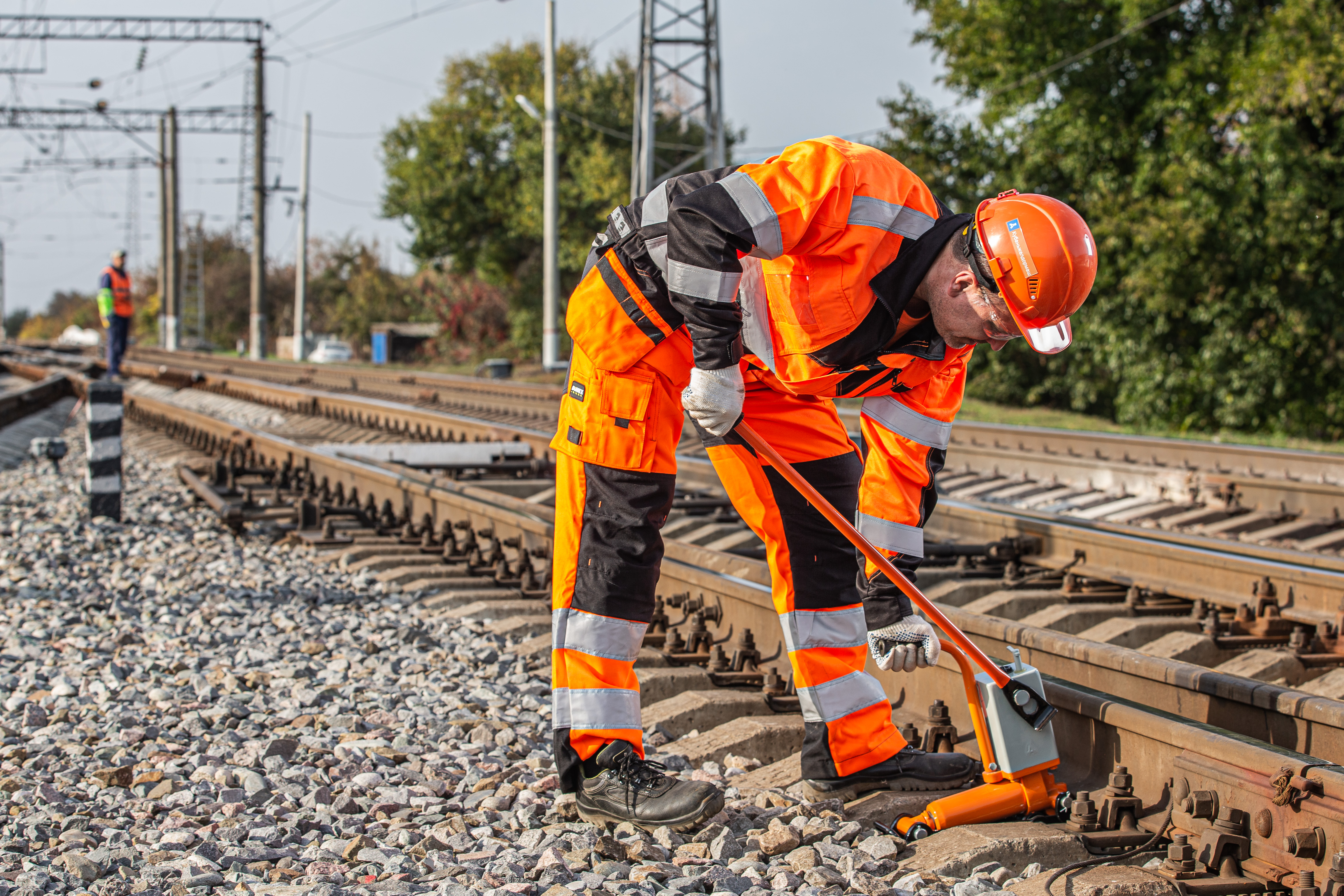
Рихтовщик гидравлический ГР-16

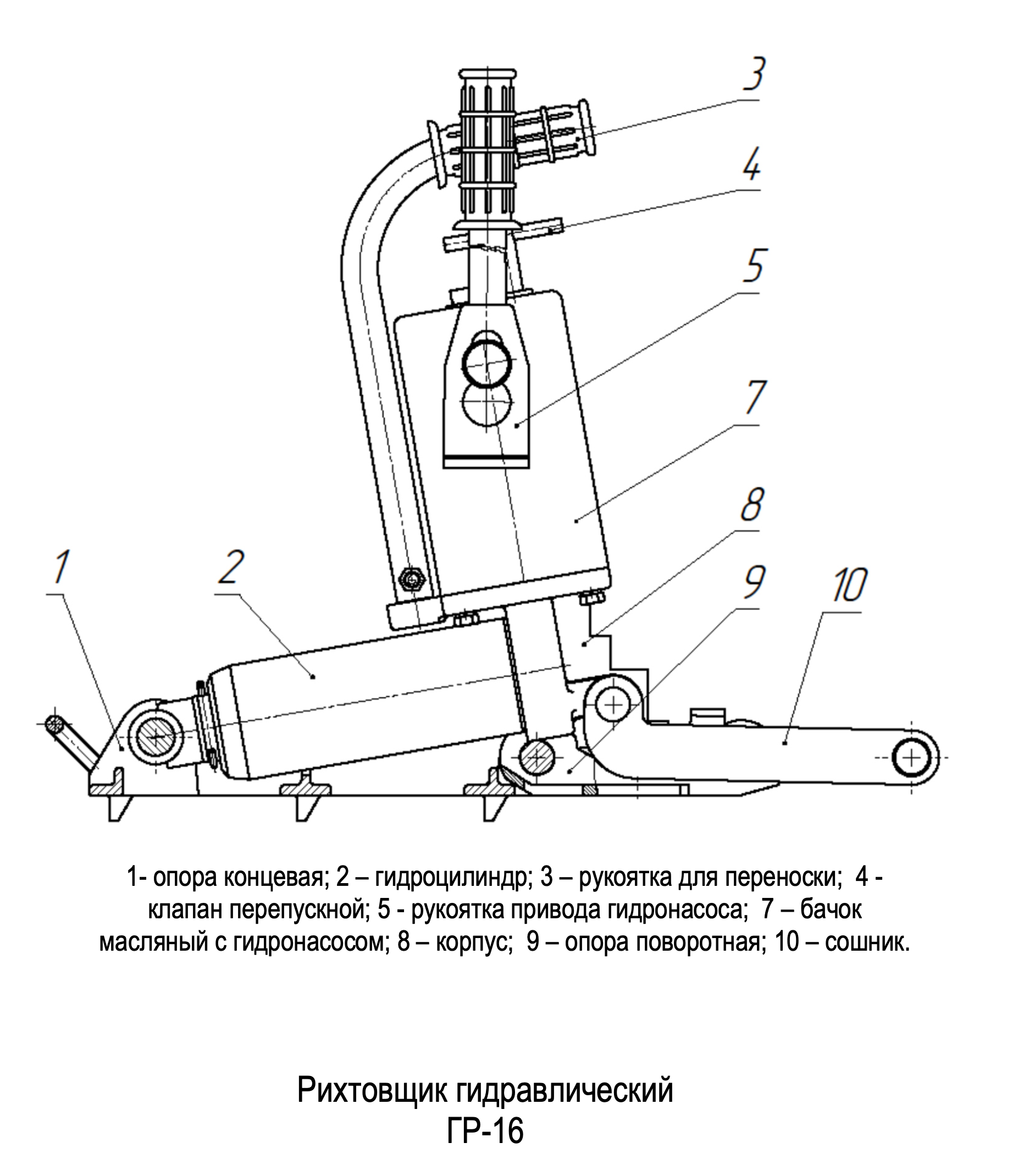
Схема рихтовщика гидравлического ГР-16

## Гидравлические рихтовщики
Для горизонтальной сдвижки рельсо-шпальной решётки при рихтовке пути применяются гидрорихтовщики — гидравлические домкраты с выдвижным штоком, закреплённые на наклонном основании. При работе основание гидрорихтовщика устанавливается на балласт, а шток упирается в подошву рельса. Таким образом производится сдвижка пути на 100 миллиметров. Прилагаемое усилие — 39 кН. Масса такого домкрата до 15 килограммов.

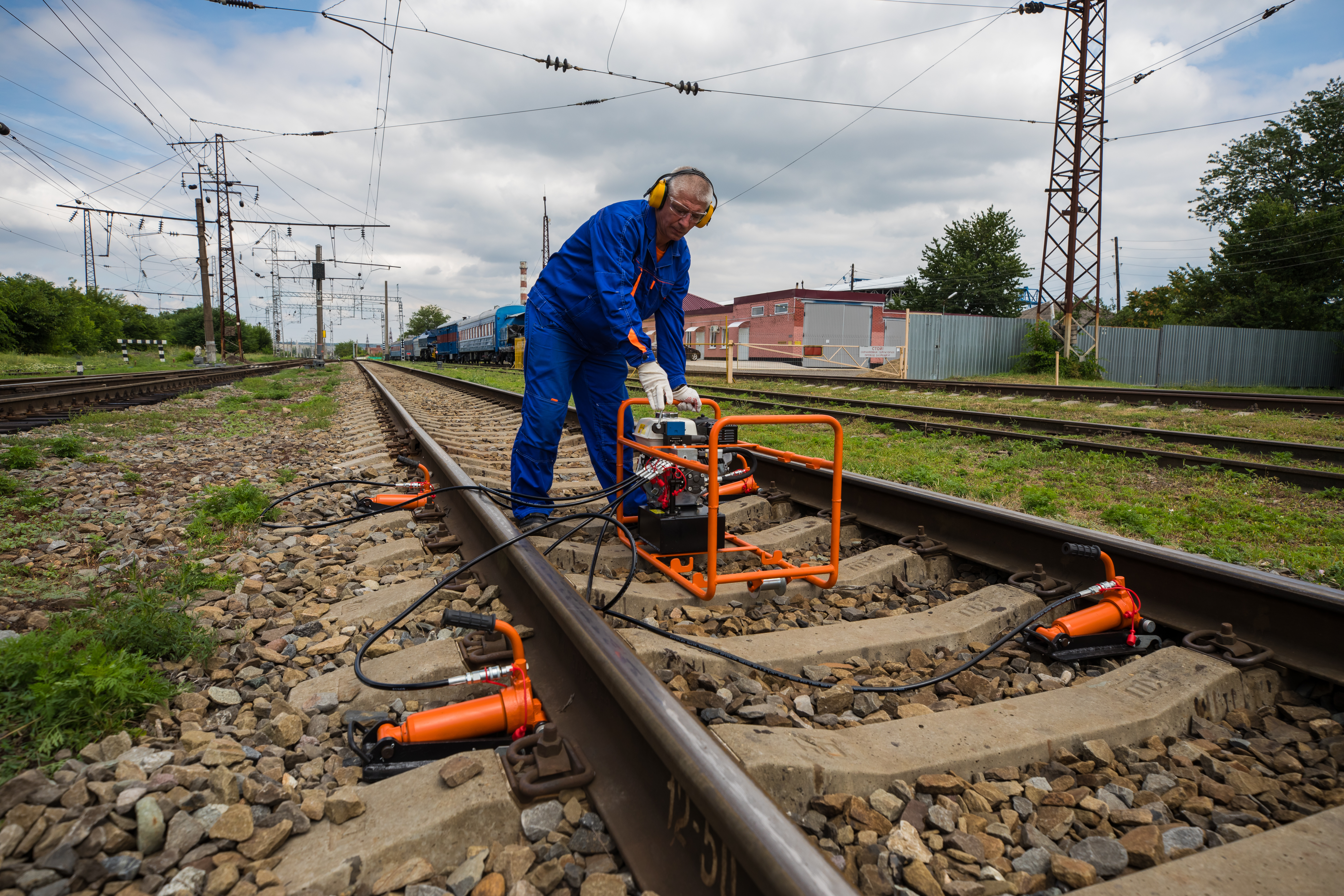
Моторный гидравлический рихтовщик с ДВС